# やまとなでしこ (テレビドラマ)
『やまとなでしこ』は、2000年10月9日から12月18日まで毎週月曜日21:00 - 21:54に、フジテレビ系「月9」枠で放送されたテレビドラマ。主演は松嶋菜々子。
全11回で平均視聴率26.4%、最高視聴率は34.2%。この数字はコメディドラマとしては、1977年9月26日以降では史上2番目の記録であり（ビデオリサーチ調べ・関東地区）、2000年以降のフジテレビの恋愛ドラマとしては、歴代1位の世帯視聴率である。

## 概要
素敵な王子様を見つければ、幸せなお姫様になれると信じる客室乗務員の女性と、彼女に恋をし、振り回される貧乏な男性を通して、男女の出会いの不思議を描くロマンスコメディ。コメディの基本である「本質の取り違え」を押さえながら夢を見ずにいられない女性の孤独を演じた松嶋菜々子の代表作。また、脚本家である中園ミホの代表作でもある。
視聴率は月9では3年ぶりに30%を突破し、同枠では久々のヒット作となった。本作は恋愛ドラマとしては2023年現在、同枠の中での最後の30%達成ドラマである。また、2000年以降に放送されたフジテレビの全てのドラマの中で、歴代2位の視聴率である。
主題歌であるMISIAの「Everything」は、シングルチャート3週連続1位を獲得し、200万枚のミリオンセラーを記録。また、2000年代の女性アーティストのシングルとして最大の売上を記録し、自身最大のヒット曲になった。
2001年4月6日には、『金曜エンタテイメント』枠で「恋とはどんなものかしら やまとなでしこ ディレクターズカット」が放送された。
再放送は、『チャンネルα』枠にて2008年までに8度されており（毎年基本的に11月から12月にかけての時期）、東海テレビ放送や関西テレビでも毎年のように再放送されていたが、2009年以降は出演者の不祥事により、フジテレビをはじめ各系列局やCS放送のフジテレビワンツーネクスト、BSデジタル放送のBSフジにおいても再放送は行われていない。
2020年4月クールの月9ドラマ『SUITS/スーツ2』が新型コロナウイルス感染拡大の影響で第3話以降の放送を延期するに至り、月9枠において、同年7月6日と7月13日の2週にわたって、『やまとなでしこ 20周年特別編』として放送された。
2025年2月14日から定額制動画配信サービスであるFOD並びにNetflixにて、全11話の配信を開始した。
内容が生々しいことから、日本航空などの航空会社からの協力を得ることができなかったこともあり、製作時に現役の客室乗務員や、日本航空の客室乗務員を解雇されタレントになった島田律子などに取材し、作品のディテールを作った。また、脚本の中園ミホはフジテレビ社員と現役客室乗務員との合コンをセッティングした。
2003年には、韓国でキム・ヒソン主演によりリメイクドラマが制作された。なお、フジテレビ系のドラマでリメイク権が売れたのは、これが初めてのことであった。中国語圏でも放映されているが、その際の題名は『大和撫子』ではなく『大和拝金女』であった。

## あらすじ
客室乗務員として働く神野桜子（演：松嶋菜々子）は、気配り上手で類まれな美貌を持つが、貧しい漁師の家に生まれた過去から、玉の輿に乗るべく、合コンに情熱を燃やしていた。大病院の御曹司を射止めてもなお、桜子は更なる標的を狙っていた。そんななか参加した医者との合コンの席で、自称・外科医の中原欧介（演：堤真一）と出会う。しかし、本当の彼の姿は小さな魚屋を営み、過去の経験から恋愛に臆病な男性だった。心よりもお金が大事だと公言する一方で、亡き母が教えてくれた『お金では買えない、たった1つのもの』が頭を離れない桜子が、本当の恋を見つけるまでを描く物語である。

## キャスト

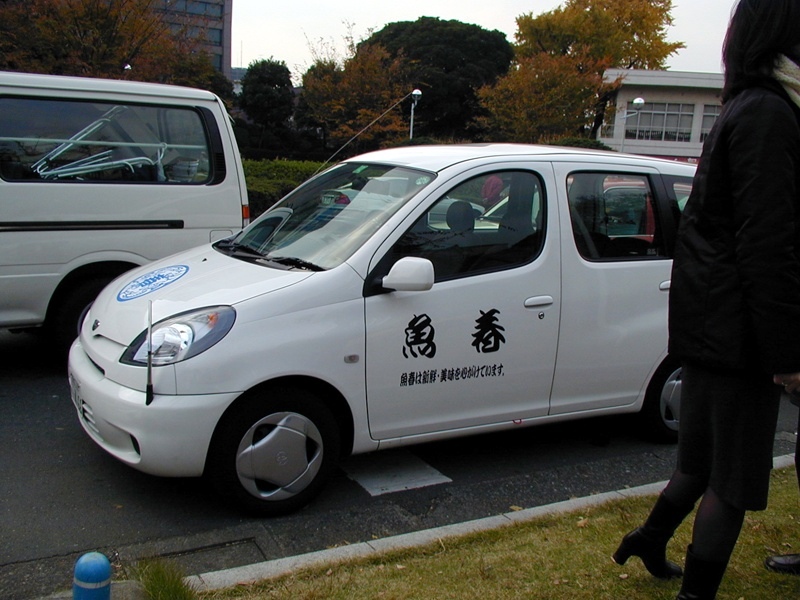
ドラマ中で『魚春』の配達車として使われていたトヨタ・ファンカーゴ

### レギュラー出演者
（タイトルバックでのキャスト紹介順に掲載）
神野 桜子（じんの さくらこ）〈27→28〉
演 - 松嶋菜々子
本作の主人公。1972年12月18日生まれ。物語開始時27歳。航空会社『エアードリーム』に勤務する客室乗務員。
富山県出身。モデル並の美貌と長身を持つが、幼少時の極貧生活がトラウマとなり、「この世で一番嫌いなものは貧乏。女を幸せにしてくれるのはお金だけ」という考えを持つ、見栄っ張りで歪んだ性格になった。唯一の武器と豪語する若さと美貌を生かし、大金持ちの男性との玉の輿結婚を夢見て客室乗務員になる。機内では搭乗者の名刺を集め、退勤後はひたすら合コンに走る「合コンの女王」。とある合コンで出会った大病院の御曹司・東十条司をとりあえずの本命としながらも、もっと凄い大金持ちがいるのではと考え、夜な夜な合コンを繰り返す。そんな中、佐久間がセッティングした合コンで欧介と出会う。決め台詞の殺し文句は「今夜はたった1人の人にめぐり逢えたような気がする」。
中原 欧介（なかはら おうすけ）〈35〉
演 - 堤真一
代官山の魚屋『魚春』を営む。慶明大学理学部数学科卒業後、数学の才能を認められマサチューセッツ工科大学に留学するも挫折。その後、父親が亡くなったことで実家に戻り、母・富士子と魚春を切り盛りするようになった。だが、父親が多額の借金を残し、客には値切られることがしょっちゅうで経営は厳しい状況。また、留学中、数学に没頭するあまりフラれてしまった当時の恋人・雪子の事を7年間ずっと引きずっている。そんな中、佐久間に連れて行かれた合コンで雪子にそっくりな桜子に出会い、彼女に一目惚れする。自身を金持ちの医者と偽り、本当の事を言えないまま桜子と付き合い始めてしまう。
塩田 若葉（しおた わかば）〈23〉
演 - 矢田亜希子
桜子の後輩の客室乗務員。桜子のような考え方を歪んでいると思いながらも、ちゃっかり彼女に便乗して合コンに参加している。欧介に次第に惹かれていき、休日には『魚春』の仕事を手伝うなど積極的に欧介に近づいていく。
粕屋 紳一郎（かすや しんいちろう）〈35〉
演 - 筧利夫
欧介、佐久間の大学時代からの親友。『渋谷アップル信用金庫』勤務。欧介と同じく独身だが、酒癖が悪く、女と合コンが好き。制服のコスプレが好きなようである。合コンで出会ったなみに惚れるが、なかなか相手にされない。
奥山 なみ（おくやま なみ）〈24〉
演 - 須藤理彩
桜子の後輩の客室乗務員で、合コン仲間。若葉と同期である。冷えた家庭で育ち、常に複数の男性をはべらしていないと気が済まない性格。粕屋と花房の二股を掛ける。
花房 礼二（はなぶさ れいじ）〈25〉
演 - 押尾学
慶明大学付属病院の研修医で佐久間の後輩。なみから惚れられるが、本人は軽い付き合い程度にしか思っておらず、他にも女がいるプレイボーイ。なみを巡って、粕屋からは敵視されている。
岩村 実（いわむら みのる）〈35〉
演 - 相島一之
桜子等が勤務する『エアードリーム』のチーフパーサー。押しが弱く桜子の魅力に心酔してしまっている。いつも桜子や他の客室乗務員を食事に誘うが、うまくかわされている。
武藤 操（むとう みさお）〈27〉
演 - 今井陽子
桜子と同期の客室乗務員で合コン仲間。下町生まれのサラリーマン一家の長女で、多少男っぽい性格だが、後輩からの信頼は厚い。桜子の徹底振りに感心しながらも、桜子たちを冷静な目で見つめる堅実な性格。
梨本 安武（なしもと やすたけ）〈30〉
演 - 林光樹
岩村の後輩のパーサー。おっちょこちょいで、よく遅刻やミスをしては、岩村から怒られている。
高石 舞（たかいし まい）
演 - 板倉香
蝶野 唯（ちょうの ゆい）
演 - 望月さや
三沢 綾（みさわ あや）
演 - 新穂尚子
新人の客室乗務員の3人組。桜子の玉の輿話にいつも耳を傾ける。最終話では舞が合コン仲間に昇格。
立川 恵（たちかわ めぐみ）
演 - 加賀野泉
慶明大学付属病院勤務の看護師。花房と怪しい関係に…。
中原 富士子（なかはら ふじこ）〈55〉
演 - 市毛良枝
欧介の母親。夫の死後、ボストンから帰国した欧介と二人で『魚春』を切り盛りする。しかし、最近は体調を崩しており、慶明大学付属病院に入院中。その後、退院は1度したが欧介が競馬に行っているときにまた倒れて再度入院してしまった。欧介の青春を奪ったのは自分だと後悔しており、35歳になってもまだ独身である欧介の身を案じている。また、終盤まで桜子のことを知らず、初めて会った時は雪子と勘違いしていた。
佐久間 真理子（さくま まりこ）〈33〉
演 - 森口瑤子
佐久間の妻。色っぽい美人で女好きな夫に目をつぶりながらも、しっかりと夫婦の実権は彼女が握っている。欧介、粕屋、佐久間とは大学時代に鉄道研究会で出会い、真理子は同サークルで紅一点であったらしく、男性陣は結構彼女を狙っていたという。夫婦間には子供はいないが、料理やガーデニングなど趣味に生きている。桜子の純粋な所をいち早く見抜き、「あの子なら本当の欧介君のことを知っても大丈夫」と欧介を励ます。
東十条 司（ひがしじゅうじょう つかさ）〈30〉
演 - 東幹久
1970年3月9日生まれ。大病院『東十条一郎病院』の御曹司で年収は8億円。黒電話の存在を知らず、第8話で欧介の家を訪れた時は興味津々な目で見つめるなど、世間知らずで苦労をしたことがないお坊ちゃまだが、桜子の意図には全く気づかず彼女を完全に信じ、 最終回ではニューヨークへ向かう桜子を愛車で成田空港まで送るなど性格はお人好し。また、「東十条」は、京浜東北線の駅で「王子」の隣駅であることから、「王子の一歩手前」という含意がある。
佐久間 為久（さくま ためひさ）〈39〉
演 - 西村雅彦
欧介、粕屋の大学時代からの親友で慶明大学付属病院勤務の外科医。二人よりも年上だがこれは浪人しているため。美人の妻・真理子がいるが、女と合コンが好きで真理子には尻に敷かれている。大きな一軒家に住んでおり、欧介や粕屋らは何かとこの家に集まっている。ニューヨークの医学学会への出張からの帰りの飛行機で桜子らと出会い、合コンの約束を取り付ける。この合コンが桜子と欧介の出会いとなる。

### ゲスト出演者
主なゲスト
榊原（さかきばら）
演 - 梅野泰靖（2・3話）
慶明大学名誉教授。現在は東十条の病院の顧問を務める。高齢かつ酒に酔っていたせいか、欧介を慶明大学医学部医学科のOBと誤解する。
東十条 一郎（ひがしじゅうじょう いちろう）〈55〉
演 - 清水章吾（3、6、9、10・最終話）
1943年2月15日生まれ。東十条の父親。血液型はA型。大病院『東十条一郎病院』院長。趣味はオペラ鑑賞・世界遺産巡り。
東十条 華江（ひがしじゅうじょう はなえ）〈51〉
演 - 泉晶子（3、6、9、10・最終話）
1949年9月14日生まれ。東十条の母親。血液型はO型。旧姓は西園寺。趣味は音楽鑑賞。
岡本 寛（おかもと ひろし）
演 - 井田州彦（4話）
欧介のMIT留学時代の友人。日本に帰ってきて結婚式を挙げる。
安井 ゆり（やすい ゆり）
演 - 辻香緒里（4話）
桜子らの同僚CAだったが、岡本と結婚することになり寿退社する。
宮脇 祐哉（みやわき ゆうや）
演 - 浜田学（5話）
桜子が中学時代に恋焦がれていた同級生で、女癖の悪いプレイボーイ。現在は洋服ブランド『Foxey（フォクシー）』の社長になっていた。同窓会にて再会し、いつものパターンで彼に近づこうとするが、そこで桜子が思わぬ仕打ちを受ける。
高杉 祥子（たかすぎ しょうこ）
演 - 岩橋道子（5話）
桜子の同級生。旧姓藤崎。空港で偶然桜子に会い、同窓会があることを知らせる。
西岡 寛平（にしおか かんぺい）
演 - 郷田ほづみ（6 - 8話）
アップル信用金庫麻布支店勤務。魚春に対して、3000万円の借金を理由に土地の差し押さえにかかると通告する。
壇 六助（だん ろくすけ）
演 - 西村淳二（7話）
魚春のお得意さんで馬主でもある。負け続けの自分の馬を欧介が勝つと予想したため、欧介が配達でもらい忘れた鯛の代金をその馬に賭ける。欧介の予想は見事に的中し、後日儲けた50万円を欧介に渡した際に次の予想も頼むことになる。
神野 撫子（じんの なでしこ）
演 - 片岡礼子（7話）
桜子の亡き母親。桜子が小学校を卒業する年に亡くなった。富山の港では一番の美人だったという。
神野 勝（じんの まさる）〈63〉
演 - 小野武彦（9話）
1937年8月8日生まれ。桜子の父親で漁師。桜子に呼ばれて上京し、9年ぶりに桜子と再会するが、子供時代からすっかり容貌が変わった桜子に驚愕する。東十条家との顔合わせの際、田舎者丸出しの姿を晒さないために、「豪華客船の船長で趣味はオペラの理想のお父様」を演じるよう桜子から強いられる。最初は桜子の提案を拒否して、口論になってしまうが一晩で暗記して縁談を完了させる。そして、桜子に「お父様は海に落っこちて死んじまったとでも言っておけ」と告げた。
黒河教授（くろかわきょうじゅ）
演 - 柴俊夫（9 - 最終話）
欧介の大学時代の恩師。途中で挫折した欧介に再び数学をやってみないかと持ちかける。
その他ゲスト
- 少女期の桜子（当時5）：先崎愛歌（1、3、7、9 - 最終話）
- 中学生の桜子：大塚宝子（5話）
- 桜子の兄弟たち：前田賢（1、7話）小林翼（1、7話）小田惇平（1、7話）松村凌（1、7話）
- 神野勝（当時41）：竹本和正（1、7話）
- シェフ：春海四方（1 - 3話）
- 合コン男・穴水：NARUKO（1、3話）※3話では桜子のストーカー男で出演
- 合コン男達：三浦義徳（1話）伊藤明賢（1話）佐藤累央（1話）
- 執事：中山克己（1・2話）
- 機内男性：嶋尾康史（1話）
- 魚春の客達：和田京子（1話）三田恵子（2、5、7、9話）加藤満（5話）北川真由美（5、9話）中村敦子（9話）
- 壇六助夫人：木村翠（1・2、7話）
- タカシ少年：吉武怜朗（2、6、8、10話）
- 支配人：村田則男（2話）
- ギャルソン：高杉航大（2話）
- 仲買人：田中耕二（2、10話）三井善忠（2話）※10話では別の役で出演
- 合コン老人：田代忠雄（3話）
- コック：青柳克己（3話）
- 飛行機乗客：近藤幸介（現:近藤康成）（3話）
- 東十条病院医師：増田雄一（3、7話）
- 岡本の友人吉野：樋渡真司（4話）
- 岡本・他の友人：田中智也（4話）大須賀王子（4話）
- 花屋の店員：小林すすむ（4話）
- 真田ローンズ社長：菊池均也（4話）
- 後藤弁護士：福本伸一（4話）
- 慶明大病院女性看護師：野仲美貴（4話） 小林晃子（4話） 荻野恵理（4話）
- ブティック店員：宮下今日子（5話） 中村栄子（5話）
- 消防署隊員：村上容一（5話）
- 桜子中学時同級生：崎本大海（5話） 菊池謙介（5話）
- 桜子・同級生男性：相川裕滋（5話） 植村拓也（5話） 山﨑秀樹（5話）
- 桜子・同級生女性：岡田理恵（5話） 蓼沼千晶（5話）
- 桜子宅隣人たち：水田啓太郎（5話） 谷口節（5話）
- 青年実業家：竹沢一馬（5話）
- 生果店店主：椎名泰三（6話）
- ソムリエ：牧村泉三郎（6話）
- 桜子宅大家さん：松美里杷（6話）
- 客室乗務員：飯田基祐（6話）
- 医大生：内田滋啓（6話）
- 花房・後輩：高橋慎一（6話） 鈴木飛雄（6話）
- 女子社員：佐藤綾子（7話）
- 馬主：代田勝久（7話） 鳥木元博（7話）
- 銀行員：福井晋（7話）
- 寿司屋の客・ツネさん：宮迫博之（8話）
- 寿司屋店主：ドン貫太郎（8話）
- エステシシャン：練木有美子（8話）
- マンション住人：諏訪太朗（8話）
- 式場担当者：窪園純一（8話）
- 旅行代理店店員：真名古敬二（8話）
- 媒酌人・内閣総理大臣：児玉謙次（8、10話）
- 媒酌人・ファーストレディ：山本与志恵（8、10話）
- 寿司屋・他の客：有馬光貴（8話）斉藤弘勝（8話）※10話では別の役で出演
- 合コン相手馬主・秋元：菅原大吉（9話）
- 魚屋さん：三井善忠（10話）※2話では別の役で出演
- 仲買人：斉藤弘勝（10話）※8話では別の役で出演
- 神父：ニコラエ・ドブレ（10話）
- 合コン相手ホテル社長・松平：工藤俊作（最終話）
- 合コン相手・実業家：浅野和之（最終話）
- エキストラ：テアトルアカデミー、芸優、放映プロジェクト

## スタッフ

### 制作スタッフ
- 脚本 - 中園ミホ、相沢友子
- 企画 - 石原隆（フジテレビ）
- 音楽 - 住友紀人
- 主題歌 - MISIA『Everything』
  - 第5話ではカップリング曲である『愛の歌』も使用された。
- プロデュース - 岩田祐二（共同テレビ）
- 演出 - 若松節朗、平野眞
- 編成 - 長部聡介（フジテレビ）
- 広報 - 大貫伊都子（フジテレビ）
- 制作主任 - 竹井政章、倉又由一、篠原真貴
- 演出補 - 森永恭朗（共同テレビ）、村谷嘉則（共同テレビ）、保坂克巳、佐藤さやか
- 進行 - 新井聡
- 記録 - 寺田まり（1,2,5,7,9,11話）、河野ひでみ（3,4,6,8,10話）
- プロデュース補 - 加藤早苗
- 制作 - フジテレビ、共同テレビ
- 制作・著作 - フジテレビ

### 技術スタッフ
- 技術プロデューサー - 佐々木俊幸
- 撮影 - 伊藤清一
- TD - 栗栖直樹
- 照明 - 本橋義一、高橋幸司
- 映像 - 千葉研
- 音声 - 国澤藤一
- VTR - 浜田麻理
- 編集 - 深沢佳文
- ライン編集 - 大方泉
- 音響効果 - 伊東晃
- MA - 古跡奈歩
- 選曲 - 塚田益章
- カメラ - 島村宏明
- 撮影助手 - 土田豪介
- 照明助手 - 後藤雅彦、藤本潤一、黒井宏行、浅沼弘二
- 音声助手 - 中山大輔、矢川祐介
- 編集助手 - 平川正治、杉山英希
- 音効助手 - 相磯裕子
- 技術プロデュース補 - 松下真史

### 美術スタッフ
- 美術プロデューサー - 杉川廣明
- 美術デザイン - 塩入隆史（フジテレビ）
- 美術進行 - 泉佳子
- 大道具 - 比留間正幸、和田幸政、鈴木克弥
- 装飾 - 山内康裕、小池敦之
- 持道具 - 能勢直子
- アクリル装飾 - 中村哲治、竹中大悟
- 電飾 - 森智
- 衣裳 - 小平理恵
- スタイリスト - 谷口みゆき
- メイクアップ - 森田京子、佐々木博美
- 進行助手 - 久保典子
- 衣裳助手 - 高橋久美子
- スタイリスト助手 - 金子美和
- メイクアップ助手 - 西島容子
- 生花装飾 - 石川玲子
- 植木装飾 - 佐川忠由
- 鉄骨 - 日下信二
- タイトル - 山形憲一
- タイトルバック写真 - 渡部伸
- タイトルCG - 西村了
- スチール - チャールズ村上

### その他スタッフ
- ニューヨークロケコーディネート - 林拓馬
- 車輌 - 奥山武司、勝又康夫
- 協力 - バスク、フジアール、ベイシス（以上1 - 11話）、砧スタジオ（11話のみ）

## 放送日程
| 各話                                                       | 放送日   | サブタイトル     | 脚本     | 演出     | 視聴率 |
| ---------------------------------------------------------- | -------- | ---------------- | -------- | -------- | ------ |
| 第1話                                                      | 10月09日 | ずっと探してた人 | 中園ミホ | 若松節朗 | 24.9%  |
| 第2話                                                      | 10月16日 | 恋を失うとき     | 中園ミホ | 若松節朗 | 21.4%  |
| 第3話                                                      | 10月23日 | 二人きりの夜     | 中園ミホ | 平野眞   | 25.8%  |
| 第4話                                                      | 10月30日 | ラブホテル事件   | 中園ミホ | 平野眞   | 23.6%  |
| 第5話                                                      | 11月06日 | 恋と洋服         | 相沢友子 | 若松節朗 | 26.7%  |
| 第6話                                                      | 11月13日 | 顔以外愛せない   | 中園ミホ | 平野眞   | 25.9%  |
| 第7話                                                      | 11月20日 | 素直になれなくて | 中園ミホ | 若松節朗 | 24.6%  |
| 第8話                                                      | 11月27日 | やさしいウソ     | 相沢友子 | 平野眞   | 26.5%  |
| 第9話                                                      | 12月04日 | 彼女が泣いた夜   | 中園ミホ | 若松節朗 | 25.4%  |
| 第10話                                                     | 12月11日 | 逃げ出した花嫁   | 中園ミホ | 平野眞   | 28.3%  |
| 最終話                                                     | 12月18日 | いつか王子様が   | 中園ミホ | 若松節朗 | 34.2%  |
| 平均視聴率 26.4%（視聴率は関東地区・ビデオリサーチ社調べ） |          |                  |          |          |        |

最終話は74分の拡大版で、瞬間最高視聴率は22:10の39.9%。共同テレビ制作の連続ドラマでは、最大のヒット作となった。

## 受賞
- 第27回ザテレビジョンドラマアカデミー賞[11][12]
  - 主演女優賞（松嶋菜々子）
  - 助演男優賞（堤真一）
  - 主題歌賞（MISIA）
  - ベストドレッサー賞（松嶋菜々子）

## 総集編

### 概要
2001年4月6日に金曜エンタテイメントの枠で放送。タイトルは『恋とはどんなものかしら〜やまとなでしこ・ディレクターズカット〜20世紀最後の合コンで出会った伝説のカップルが今夜帰ってきた』。放送時間は21:00 - 23:22。視聴率は19.6%を記録。また、関東では2004年4月3日に土曜ワイド枠で再放送されている。

### あらすじ
放送部分を再編集して、最終話の後日談を描いた新撮部分を加えたディレクターズカット版。桜子と欧介が結婚した後も、粕屋と佐久間は相変わらずスチュワーデスと合コンを繰り返していた。ある合コンの席で、粕屋と佐久間は「合コンで知り合って素晴らしい結婚をした友人がいる…」と女性たちを口説く。それは桜子と欧介の出逢いから結婚するまでのいきさつを彼女たちに語ることであった。

### キャスト
- 神野桜子 - 松嶋菜々子
- 中原欧介 - 堤真一
- 塩田若葉 - 矢田亜希子
- 粕屋紳一郎 - 筧利夫*
- 奥山なみ - 須藤理彩
- 花房礼二 - 押尾学
- 岩村実 - 相島一之
- 武藤操 - 今井陽子
- 梨本安武 - 林光樹
- 高石舞 - 板倉香
- 蝶野唯 - 望月さや
- 立川恵 - 加賀野泉
- 三沢綾 - 新穂尚子
- 中原富士子 - 市毛良枝
- 黒河慶明大学教授 - 柴俊夫
- シェフ - 春海四方
- 東十条華江 - 泉晶子
- 信用金庫職員 - 郷田ほづみ
- 榊原慶明大学名誉教授 - 梅野泰靖
- 神野撫子 - 片岡礼子
- 合コン会社員 - 竹沢一馬、大門裕明*
- 少女時代の桜子 - 先崎愛歌
- 合コンスチュワーデスたち - 今村恵子*、天田貴子*、倉田康子（現:倉本康子）*、山口まよ*
- プロ野球選手 - 嶋尾康史
- 合コン男たち - NARUKO、三浦義海、伊藤明賢、佐藤累央
- お屋敷奥様 - 木村翠
- 仲買人 - 三井善忠、田中耕二、斉藤弘勝
- ギャルソン - 高杉航大
- スーシェフ - 青柳克己
- 勤務医 - 増田雄一
- 魚春・値切りおばさん - 和田京子
- 魚春・冷やかしおばさん - 北川真由美
- 魚春・買物おばさん - 三田恵子
- 弁当買いの客 - 加藤満
- ご近所さん - 水田啓太郎、谷口節
- 消防士 - 村上容一
- 銀行員 - 福井晋
- 結婚式場担当者 - 窪園純一
- 旅行代理店担当者 - 真名古敬二
- 内閣総理大臣 - 児玉謙次
- エキストラ・通行人 - テアトルアカデミー、芸優
- 東十条一郎 - 清水章吾
- 佐久間真理子 - 森口瑤子
- 東十条司 - 東幹久
- 佐久間為久 - 西村雅彦*
- は新撮部分の出演者。

### スタッフ
- 脚本 - 中園ミホ、相沢友子
- 企画 - 石原隆
- 演出担当 - 平野眞
- プロデュース - 岩田祐二
- 演出 - 若松節朗
- 制作 - フジテレビ、共同テレビ
- 制作著作 - フジテレビ

## 派生作品
- やまとなでしこDVD BOX（6枚組・2001年3月23日発売）
- やまとなでしこVHS（全4本・2001年3月3日発売）
- やまとなでしこ・ノベライズ（2000年12月21日発売・扶桑社 / ISBN 4594030483）
- やまとなでしこ名言集・桜子語録（2001年4月20日発売・三笠書房 / ISBN 4837960839）

## 2003年のテレビドラマ（窈窕淑女）
窈窕淑女（ヨジョスンニョ、ハングル: 요조숙녀）は2003年8月13日から同年10月2日まで韓国SBSで放映されたテレビドラマ。全16話。題名は詩経におさめられた一遍關雎から取られており、意味合いは「やまとなでしこ」同様、品位があり言動がおとなしくしとやかな女性の意味である。
韓国国内で日本のテレビ番組、特にテレビドラマの盗作・剽窃が問題化し、韓国放送委員会が「剽窃・模倣に関する審議指針」の制定を発表した直後、フジテレビより正式に放映権を購入した上でリメイクされた。日本で高い人気を博したテレビドラマのリメイク作品という事で高視聴率が期待されたが、登場人物に対する視聴者からの反感を買い、視聴率は10パーセント台半ばに留まった。
その後、フジテレビは同作品の放映権を、リメイク権を販売した時の約10倍に当たる5億ウォン（日本円約5,000万円）で逆輸入し、地上波や系列のフジテレビ721・BSフジなどで放送した。

### あらすじ
貧しい漁村で生まれ育ったハ・ミンギョン（キム・ヒソン）は、父親の借金のカタに売られそうになる寸前、ソウルに上京。持ち前の美貌を武器に、花の客室乗務員に成り上がっていった。玉の輿結婚を目指し日々合コンに励むミンギョンは、ある日、後輩のスヨン（パク・ヒャンビョル）らと参加した合コンで、シン・ヨンホ（コ・ス）と出会う。ヨンホを資産家の令息と勘違いしたミンギョンは、彼女に熱烈なプロポーズを捧げるゲーム会社Sunyの副社長ムン・ドンギュ（ソン・チャンミン）を袖にし、ヨンホとの関係を深めていく。だが、ヨンホは実はさえない餅菓子屋の息子で借金もある身だった。
貧乏に育ち、「愛よりお金」をモットーに合コンを繰り返す客室乗務員という女性主人公の設定は変わっていないが、韓国版では相手役の男性の職業が天文学者への道を断念した餅菓子屋に変化（日本版では数学者への道を断念した魚屋）。また、日本版では性格が良い設定だった主人公の婚約者や後輩スチュワーデスが、韓国版では姑息な野心家に変じ、卑怯な手段で主人公と相手男性を陥れる。ラブコメディとして軽いタッチのストーリーであるが、交通事故あり、主人公と相手男性にかかわる出生の秘密ありと、伝統的な韓国ドラマの要素も盛り込まれている。

### キャスト
- ハ・ミンギョン役：キム・ヒソン / 日本版では神野桜子
- シン・ヨンホ役：コ・ス / 中原欧介
- ムン・ドンギュ役：ソン・チャンミン / 東十条司
- チェ・スヨン役：パク・ハンビョル / 塩田若葉
- コ・ヒョンタク役：クォン・ヘヒョ / 佐久間為久
- ミョン・ヘジン役：イ・ユンソン / 佐久間の妻

### その他
シン・ヨンホ役（日本版の中原欧介役）には、一般投票から選ばれた新人俳優コ・スをキャスティング。スヨン役にはパク・ハンビョルが選ばれた。
ドラマの挿入歌として採用されたPonyの "숙녀에게"〈淑女へ〉は、中西保志「最後の雨」の朝鮮語カバー曲である。